# 鲁萨 (德龙省)
鲁萨（法語：Roussas）是法国德龙省的一个市镇，属于尼永区（Nyons）格里尼昂县（Grignan）。该市镇总面积16.07平方公里，2009年时的人口为338人。

## 人口
鲁萨人口变化图示